# Viola bertolonii
Viola bertolonii är en violväxtart. Viola bertolonii ingår i släktet violer, och familjen violväxter.

## Underarter
Arten delas in i följande underarter:
- V. b. bertolonii
- V. b. graeca

## Bildgalleri

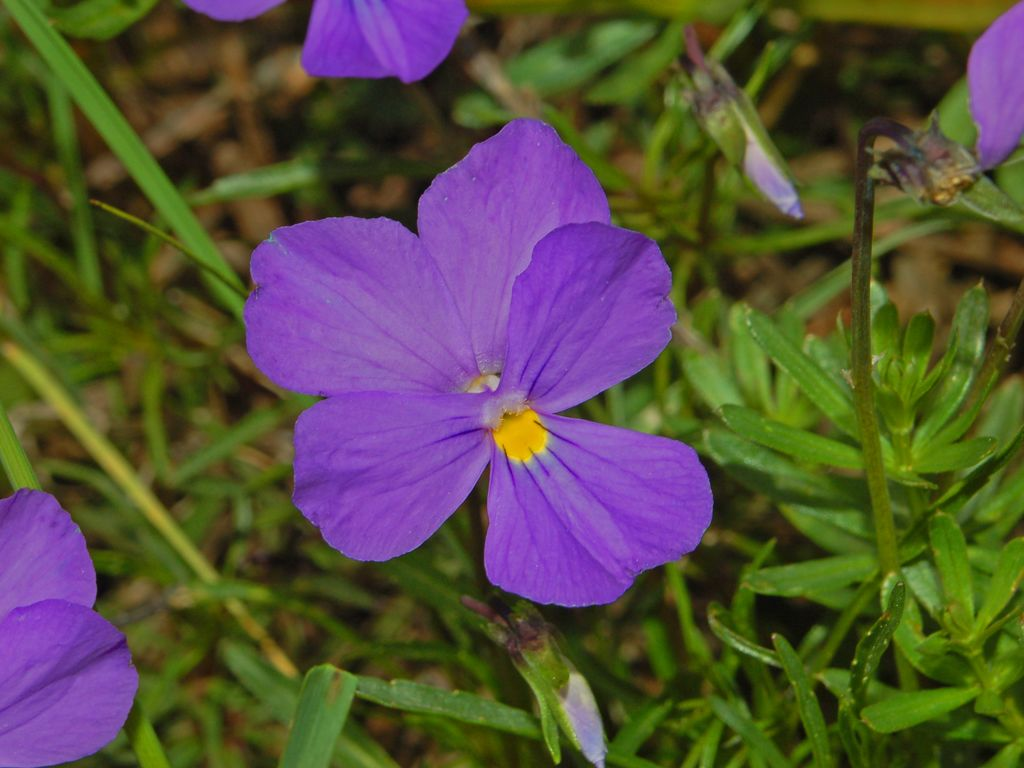
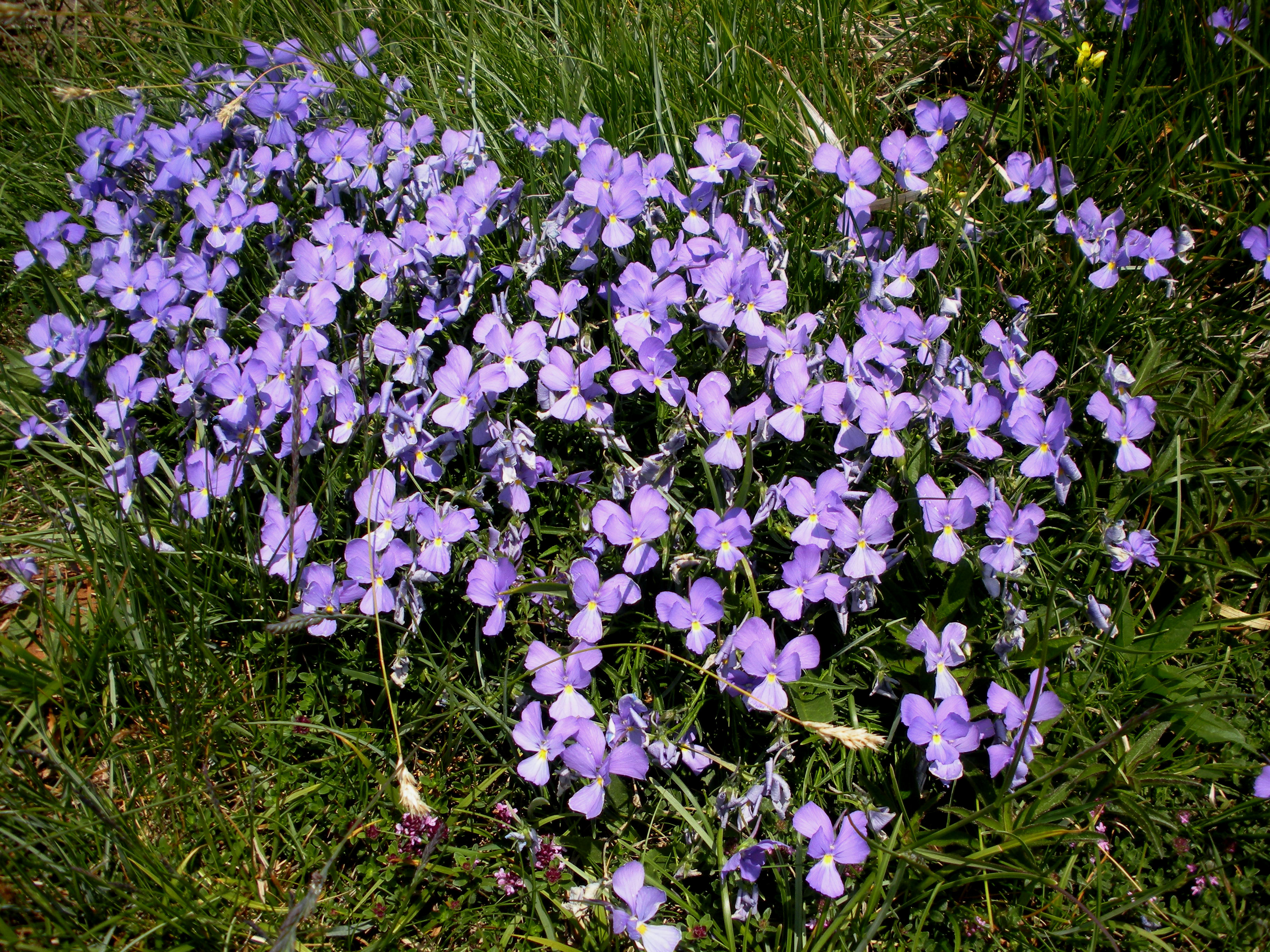
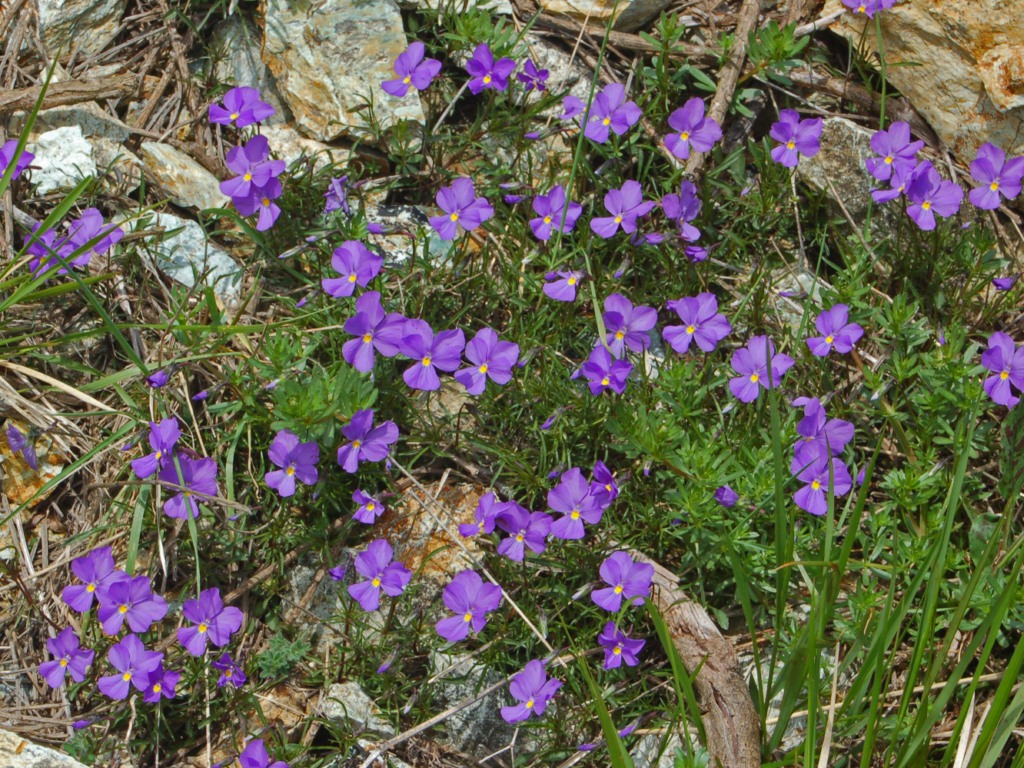
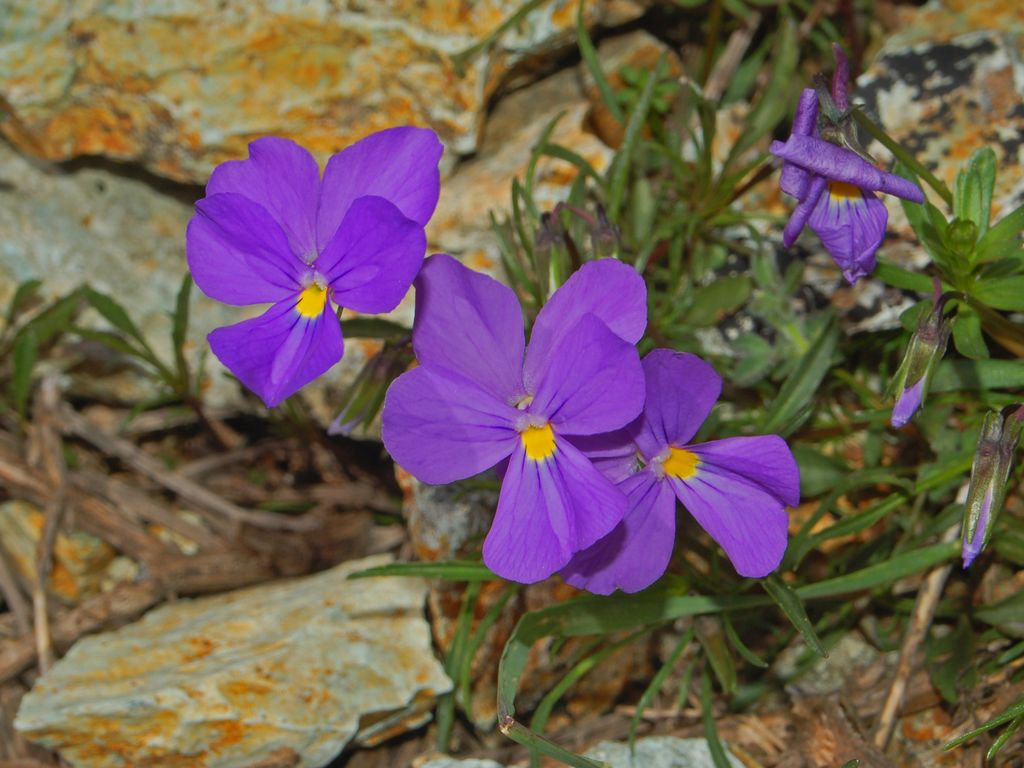
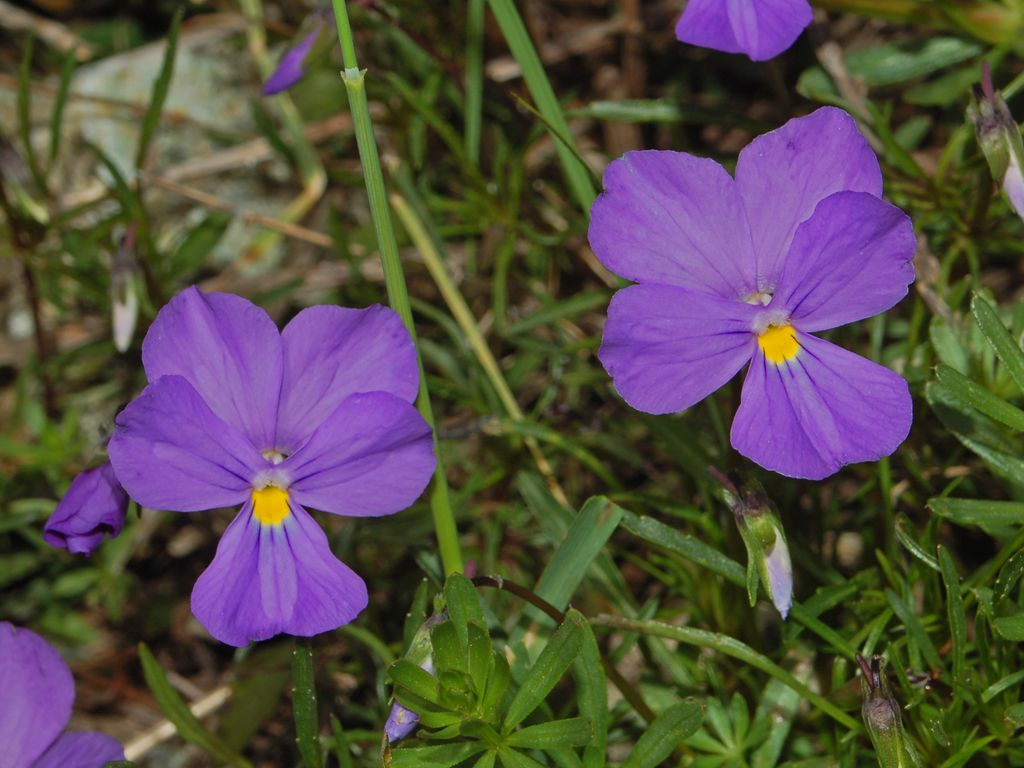
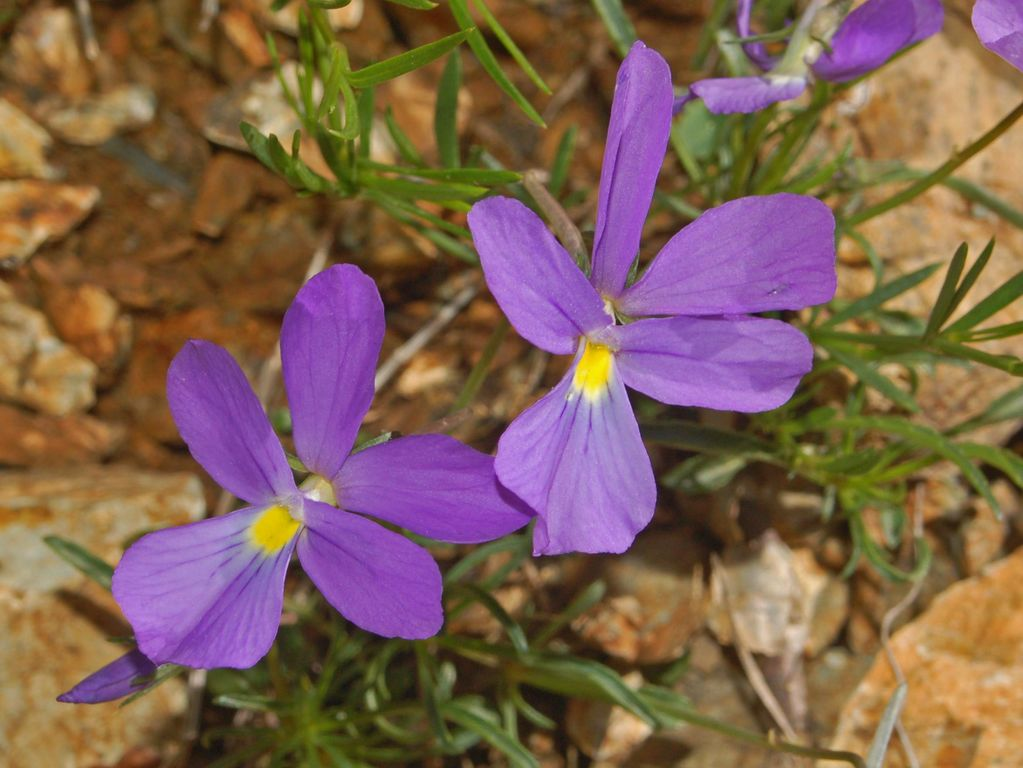